# إشعار فصل الخدمة

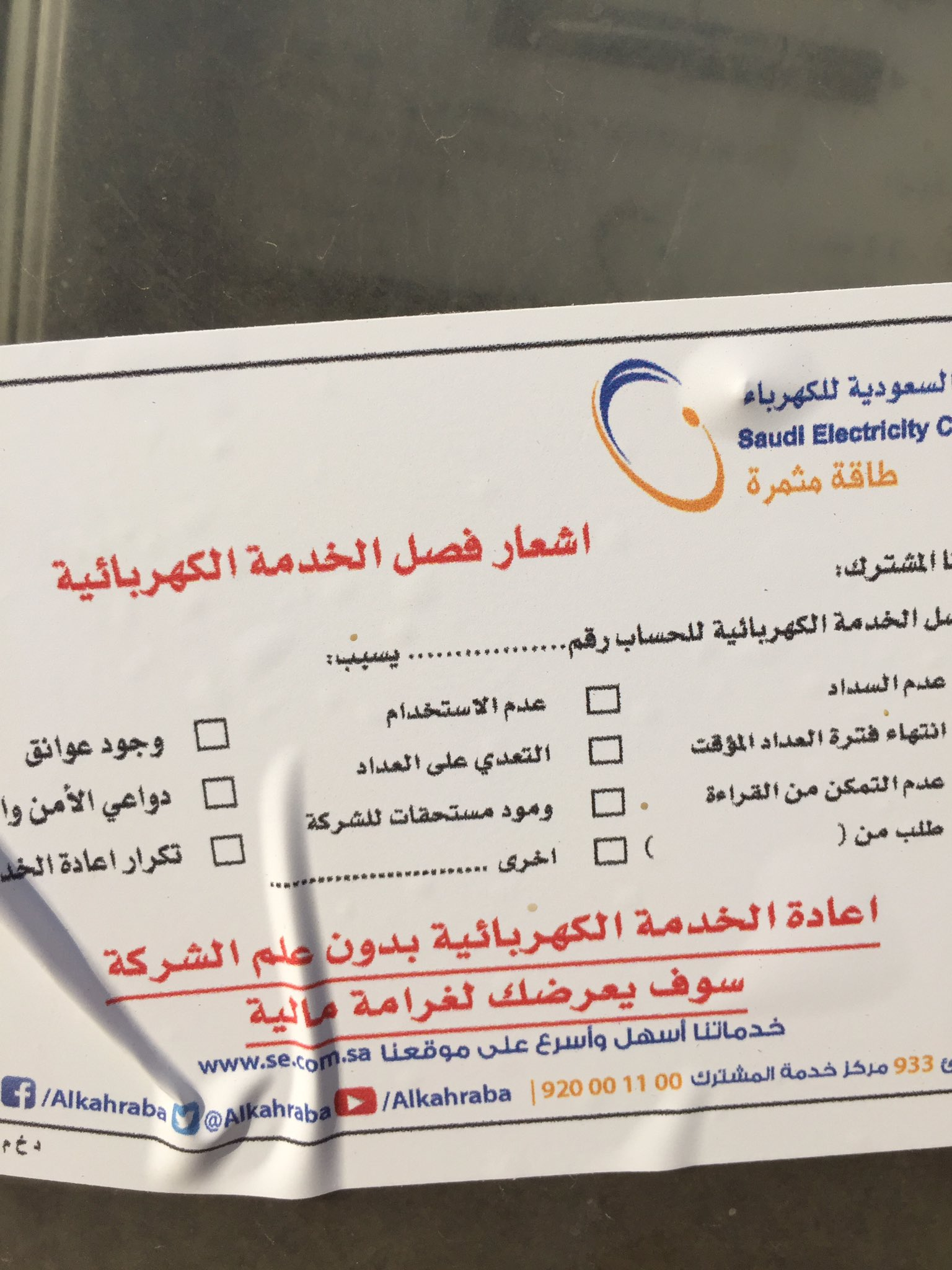
اشعار فصل الخدمة للشركة السعودية للكهرباء

إشعار فصل الخدمة ، أو إشعار قطع الخدمة ، (بالإنجليزية : Turn-off notice ) هو رسالة تحذير مرسلة من قبل مقدم خدمة سكن أو مرفق عمومي أو خدمة الهاتف والإنترنت أو التلفزيون الكبلي ، بحيث أنه إذا لم يتم الدفع مقابل الخدمة بحلول التاريخ المحدد في الإشعار، سيتم قطع الخدمة. وعادة ما يتم إرسال إشعارات الإيقاف بعد إرسال الفاتورة العادية، ولكنها قد تشبه الفاتورة، وترسل قبل عدة أيام إلى أسابيع قبل التاريخ التنفيذ (فصل الخدمة) المخطط له، مما يمنح العميل فترة زمنية كافية لإجراء السداد ليتجنب فصل الخدمة عنه.
غالبًا ما يتم إرسال إشعارات الإيقاف إلى أولئك الذين يعانون اقتصاديًا، وبالتالي يواجهون صعوبة في دفع فواتيرهم في الوقت المحدد، والمسوفون الذين لديهم القدرة على تحمل فواتيرهم ولكنهم غير منظمين في دفعها في الوقت المناسب، وهناك أيضا من ليسوا بموقف مناسب للاهتمام بالفواتير بسبب ظروف شخصية غير متوقعة، مثل المرض.
في بعض الحالات، قد يكون إشعار فصل الخدمة ضروريًا ليحصل هذا الفرد على مساعدات حكومية أو خاصة في دفع الفواتير.
تحث العديد من إشعارات فصل الخدمة العميل على إتمام الدفع بطريقة أخرى غير الخدمة البريدية للتأكد من استلام الدفعة قبل تاريخ فصل الخدمة، هناك بعض طرق الدفع المقبولة بشكل عام [بحاجة لمصدر] وهي تشمل الشيكات و استخدام بطاقة الائتمان عبر الهاتف أو عبر الإنترنت، أو الدفع في المكتب الرئيسي وفروع مزود الخدمة والذي قد يفرض رسومًا على قبول الفاتورة.

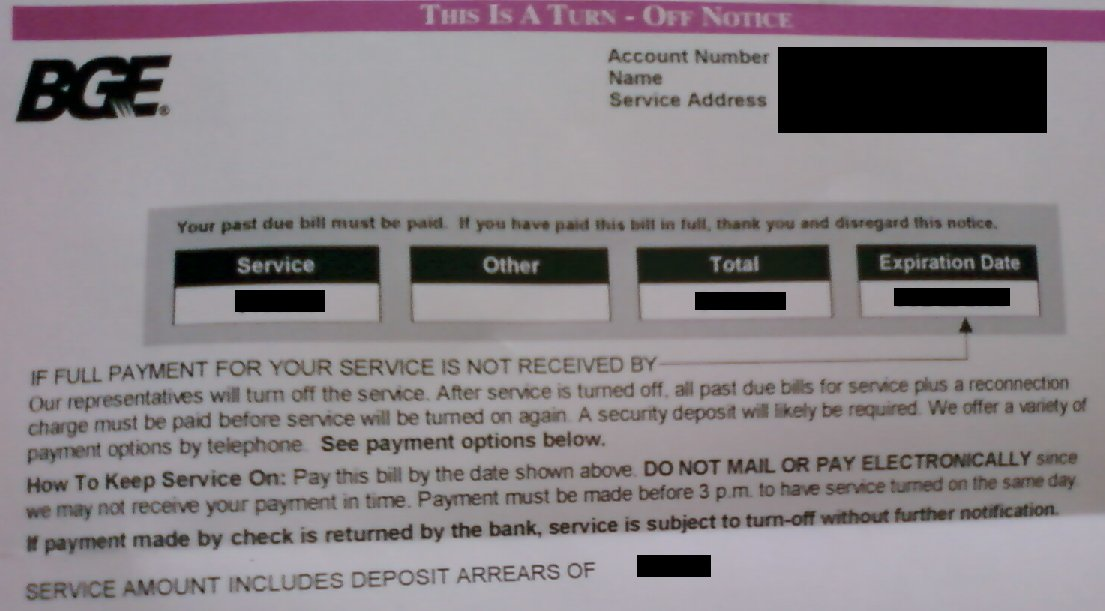
إشعار بإيقاف التشغيل صادر عن مزود خدمة المرافق.

## تجنب فصل الخدمة
من الممكن أن يصاب العميل بالذعر بعد استلام إشعار فصل الخدمة أو أن يحاول العميل تجنب مزود الخدمة وأن يتعمال مع المسألة بصمت، ولكن التوصية العامة هي الإتصال بمزود الخدمة، الذي قد يكون على استعداد لمنح تمديد أو العمل مع العميل لجعل الفواتير تصل بشكل أسرع مستقبلاً.
بالنسبة لأنواع معينة من الخدمات، مثل التدفئة المركزية ، وقد تتوفر مساعدة محدودة في بعض الأماكن لمساعدة العملاء على دفع فواتيرهم.

## الوقف والقوانين
فرضت بعض الحكومات المحلية وقفاً مؤقتاً لفصل الخدمات في ظروف معينة، مثل الطقس البارد أو وجود طفل أو مُسن، أو شخص مريض، أو خلافات سياسية.
تحتوي بعض الأماكن على قوانين تحظر أو تحد من فصل الخدمات تمامًا، في ولاية أيداهو الأمريكية ، يمنع القانون مزودي الخدمة والمرافق العامة من إيقاف الخدمة في مسكن يعيش فيه طفل أو مسن معال، ولكن يجب إثبات ذلك بدليل.